# Лига Справедливости: Трон Атлантиды
Лига справедливости: Трон Атлантиды — мультипликационный фильм, выпущенный сразу на видео и основанный на комиксах «Трон Атлантиды» Джеффа Джонса о супергероях DC Comics. Является двадцать первым в линейке оригинальных анимационных фильмов вселенной DC (предыдущий — «Бэтмен: Нападение на Аркхэм», следующий — «Бэтмен против Робина») и сиквелом фильма «Лига справедливости: Война». Премьера фильма состоялась 13 января 2015 года. Фильм получил рейтинг PG-13.

## Сюжет
В Атлантическом океане подвергается атаке американская подводная лодка. Об этом узнаёт Киборг, только что обновивший своё оборудование после победы над Дарксайдом. Он телепортируется на подводную лодку и обнаруживает, что несколько ядерных ракет отсутствует. Затем Киборг подвергается нападению тех же врагов и возвращается, прихватив ножеобразное оружие одного из нападавших.
В это время некий Артур Карри, проживающий в штате Мэн, оплакивает в баре смерть отца и подвергается нападению головорезов. Он побеждает их, и когда последний пытается его ударить ножом, тот разбивается о грудь Артура. За возвращающимся домой Карри наблюдают некие Мера и доктор Шин.
Вернувшись в штаб-квартиру, Киборг созывает членов Лиги справедливости. Зелёный Фонарь решает отправиться в Готэм-Сити, чтобы найти Бэтмена, который преследует приспешников Пугала. Зелёный Фонарь задерживает их, чем расстраивает планы Тёмного рыцаря поймать их главаря. Бэтмен присоединяется к команде, и, исследовав субмарину, они обнаруживают, что напавшие — воины Атлантиды. Супермен и Бэтмен решают встретиться с доктором Шином — экспертом по Атлантиде, в то время как другим поручено найти сам подводный город.
В Атлантиде принц Орм Мариус и Чёрная Манта встречаются с матерью Орма, королевой Атланной. Орм предлагает напасть на людей. Атланна не соглашается с ним и просит Меру привести в Атлантиду её второго сына Артура, рождённого от смертного. Чёрная Манта использует корабль, голографически замаскированный под подводную лодку, и атакует подводный город, используя украденные ракеты.
Бэтмен и Супермен проникают в дом доктора Шина и обнаруживают сведения о полуатланте. В это время Доктор Шин встречается с Артуром, но его внезапно убивают атланты, посланными Чёрной Мантой. Артура спасает Мера и берёт его под воду. Нападение на Атлантиду приводит к тому, что атланты и Орм требуют войны. Королева Атланна заявляет, что им, возможно, придётся открыть своё существование и связаться с Лигой справедливости. Мера рассказывает Артуру, что он — сын королевы, которая любила его отца, но не могла остаться со смертным. Атланна часто наблюдала за жизнью своего сына и теперь считает, что Артур может помочь Атлантиде преодолеть кризис между двумя мирами. Затем Мера одевает его в королевскую одежду, но Артур оставляет только оранжево-зелёный комбинезон и уплывает. Мера следует за ним.
На поверхности на них нападают, Артур ранен. Им на помощь приходит Лига справедливости. Узнав, что его сводному брату удаётся выжить, Орм убивает мать и становится подводным королём.
Артур, Мера, Супермен, Чудо-женщина, Зелёный Фонарь и Киборг прибывают в Атлантиду и узнают о смерти Атланны. Орм с помощью волшебного трезубца одолевает героев и направляет армию атлантов к Метрополису. Артуру удаётся выбраться из кокона и освободить других героев. Лига справедливости устремляется на поверхность.
Во время боя с атлантами Супермен спасает Джона Генри Айронса, а Чудо-женщина спасает Лоис Лейн и Джимми Олсена. На Артура нападает Чёрная Манта, раскрывающий намерение убить Повелителя Океана и самому властвовать над Атлантидой. Артур призывает акулу, которая убивает Чёрную Манту. Мера и члены Лиги атакуют Орма, но он снова одолевает их с помощью трезубца. После нелёгкого боя Повелитель Океана побеждает и Артура. Бэтмен спасает Киборга от смерти, а тот транслирует запись убийства королевы Атланны. Атланты больше не желают подчиняться Орму, и Артур побеждает Повелителя Океана.
Артур становится королём Атлантиды и принимает предложение Бэтмена вступить в Лигу справедливости под именем Аквамена.

## Актёры и роли
- Артур Карри/Аквамен — Мэтт Лантер
- Супермен — Джерри О’Коннелл
- Шазам — Шон Астин
- Флэш — Кристофер Горэм
- Чудо-женщина — Розарио Доусон
- Бэтмен — Джейсон О’Мара
- Киборг — Шемар Мур
- Зелёный Фонарь — Нейтан Филлион
- Мера — Сумали Монтано
- Орм/Повелитель Океана — Сэм Уитвер
- Атланна — Сирена Ирвин
- Доктор Шин — Мэттью Кинг
- Лоис Лейн — Джульет Ландау
- Чёрная Манта — Гарри Ленникс
- Джон Генри Айронс — Хари Пейтон

## Номинации
- В 2016 году на премии «Behind the Voice Actors Awards» Сумали Монтано за озвучивание Меры была номинирована в категории «Лучшая актриса озвучивания».[1][2][3]

## Саундтрек
Саундтрек к фильму выпущен в 2015 году студией «La-La Land Records».

### Список композиций
| Номер | Название трека       |
| ----- | -------------------- |
| 01    | Main Title           |
| 02    | S.O.S.               |
| 03    | Athens Affair        |
| 04    | Water                |
| 05    | Cyborg in the Deep   |
| 06    | Scarecrow            |
| 07    | Cyborg Reveals       |
| 08    | One of Both Worlds   |
| 09    | A Memory of the Past |
| 10    | No Mercy             |
| 11    | Half-Atlantian       |
| 12    | Peace                |
| 13    | The Truth            |
| 14    | The Calling          |
| 15    | Royal Murder         |
| 16    | Reunited             |
| 17    | The Dark Trenches    |
| 18    | Metropolis           |
| 19    | Wave of Soldiers     |
| 20    | Justice League       |
| 21    | Few Against Many     |
| 22    | Brothers             |
| 23    | Becoming A Beacon    |
| 24    | Aquaman              |